# Primera División de México 1976-77
La Temporada 1976-77 fue la edición XXXV del campeonato de liga de la Primera División en la denominada "época profesional" del fútbol mexicano; comenzó el 8 de septiembre y finalizó el 3 de julio. En este torneo volvió a modificarse el sistema de competencia para la fase final por el título. Ahora la denominada liguilla se jugó en una fase grupal; en dos grupos fueron colocados los líderes y sublíderes de los cuatro sectores de la fase regular, se enfrentaron en cada conjunto, todos contra todos a visita recíproca y los líderes de cada uno disputarían la final. La peculiaridad corrió a cargo del criterio de desempate, que fue el promedio de gol, el cual se obtenía de dividir los goles anotados entre los recibidos; extraño método que significó la eliminación del sub-líder general de la competencia América, y en consecuencia el pase de U de G a la final, luego de que ambos empataran en puntos. En ella enfrentaría a Pumas de la UNAM, líder general de la competencia.
Debido a una huelga del Sindicato de Trabajadores de la UNAM, que mantenían cerradas las instalaciones de Ciudad Universitaria, el juego de vuelta de la gran final se trasladó al Estadio Azteca. Una de las finales más cerradas de la historia se definió a favor del conjunto capitalino, con un solo gol, anotado por Cabinho en el duelo definitivo, luego del empate a cero en el Estadio Jalisco.
En esta temporada se produjo el debut en Primera División de Hugo Sánchez. Esto ocurrió en la jornada siete, el 23 de octubre en el Universitario de Nuevo León, en duelo ganado por los Pumas de la UNAM 1-0 a los Tigres con gol de Cabinho.
Para esta temporada ascendió nuevamente al máximo circuito San Luis Potosí, (sustituyendo al descendido Atlante) quien no solo evitó el descenso, sino que también calificó a la liguilla por el título, situación hasta entonces solo lograda por dos conjuntos recién ascendidos (Atlas en 1972-73 y Unión de Curtidores en 1974-75). Por otro lado Zacatepec jugó y perdió la liguilla por el no descenso ante los Tigres UANL.

## Sistema de competencia
Los veinte participantes fueron divididos en cuatro grupos de cinco equipos cada uno; todos disputan la fase regular bajo un sistema de liga, es decir, todos contra todos a visita recíproca; con un criterio de puntuación que otorga dos unidades por victoria, una por empate y cero por derrota. 
Clasifican a la disputa de la fase final por el título, el primer y segundo lugar de cada grupo (sin importar su ubicación en la tabla general). Los ocho equipos clasificados son ubicados en dos grupos de cuatro equipos cada uno, se enfrentan en duelos a visita recíproca contra los integrantes de su sector, clasificando a la final los líderes de cada grupo. Por única ocasión, el criterio de desempate para la fase grupal de la liguilla fue el gol average o promedio de goles.
La definición de serie final tomaría como criterio el marcador global al final de los dos partidos. De haber empate en este, se alargaría el juego de vuelta a la disputa de dos tiempos extras de 15 minutos cada uno, y posteriormente Tiros desde el punto penal, hasta que se produjera un ganador. 
En la liguilla por el no descenso, se enfrentarían los dos últimos lugares de la tabla general, únicamente si existiera una diferencia de tres puntos o menos entre los involucrados, de lo contrario el club con menos puntos descendería automáticamente a segunda división.
Los criterios de desempate para definir todas las posiciones serían la Diferencia de goles entre tantos anotados y los recibidos, después se consideraría el gol average o promedio de goles y finalmente la cantidad de goles anotados.

## Información de los equipos

### Ascensos y descensos
| Pos | Ascendido de la Segunda División 1975-76 |
| --- | ---------------------------------------- |
| 1.º | San Luis                                 |

| Pos         | Descendido en la Primera División 1975-76 |
| ----------- | ----------------------------------------- |
| 19° (Prom.) | Atlante                                   |

### Equipos por entidad federativa
En la temporada 1976-1977 jugaron 20 equipos que se distribuían de la siguiente forma:
| Monterrey Tigres A. Potosino San Luis U de G Jalisco Atlas Guadalajara U.A.G León U. Curtidores A. Español Puebla Laguna Toluca Veracruz América Cruz Azul UNAM Zacatepec | \| Entidad Federativa \| N.º \| Equipos \| \| ------------------ \| --- \| ------------------------------------------- \| \| Jalisco \| 5 \| Atlas, Jalisco, Tecos, U de G y Guadalajara \| \| Distrito Federal \| 4 \| América, Cruz Azul, UNAM y Atlético Español \| \| Guanajuato \| 2 \| León y Unión de Curtidores \| \| Nuevo León \| 2 \| Monterrey y UANL \| \| San Luis Potosí \| 2 \| Atlético Potosino y San Luis \| \| Estado de México \| 1 \| Toluca \| \| Coahuila \| 1 \| Laguna \| \| Morelos \| 1 \| Zacatepec \| \| Puebla \| 1 \| Puebla \| \| Veracruz \| 1 \| Veracruz \| |                                             |
| Entidad Federativa | N.º | Equipos                                     |
| Jalisco | 5 | Atlas, Jalisco, Tecos, U de G y Guadalajara |
| Distrito Federal | 4 | América, Cruz Azul, UNAM y Atlético Español |
| Guanajuato | 2 | León y Unión de Curtidores                  |
| Nuevo León | 2 | Monterrey y UANL                            |
| San Luis Potosí | 2 | Atlético Potosino y San Luis                |
| Estado de México | 1 | Toluca                                      |
| Coahuila | 1 | Laguna                                      |
| Morelos | 1 | Zacatepec                                   |
| Puebla | 1 | Puebla                                      |
| Veracruz | 1 | Veracruz                                    |

### Información de los equipos
| Equipo                     | Ciudad                           | Estadio                | Capacidad |
| -------------------------- | -------------------------------- | ---------------------- | --------- |
| América                    | México, D. F.                    | Azteca                 | 110,000   |
| Atlas                      | Guadalajara, Jalisco             | Jalisco                | 56,000    |
| Atlético Español           | México, D. F.                    | Azteca                 | 110,000   |
| Atlético Potosino          | San Luis Potosí, San Luis Potosí | Plan de San Luis       | 20,000    |
| Cruz Azul                  | México, D. F.                    | Azteca                 | 110,000   |
| Guadalajara                | Guadalajara, Jalisco             | Jalisco                | 56,000    |
| Jalisco                    | Guadalajara, Jalisco             | Jalisco                | 56,000    |
| Laguna                     | Torreón, Coahuila                | Moctezuma              | 18,000    |
| León                       | León, Guanajuato                 | León                   | 30,000    |
| Monterrey                  | Monterrey, Nuevo León            | Universitario          | 44,000    |
| Puebla                     | Puebla, Puebla                   | Cuauhtémoc             | 36,000    |
| San Luis                   | San Luis Potosí, San Luis Potosí | Plan de San Luis       | 20,000    |
| Tecos UAG                  | Zapopan, Jalisco                 | Tres de Marzo          | 25,000    |
| Tigres UANL                | Monterrey, Nuevo León            | Universitario          | 44,000    |
| Toluca                     | Toluca, Estado de México         | Toluca 70              | 27,000    |
| Unión de Curtidores        | León, Guanajuato                 | León                   | 30,000    |
| Universidad de Guadalajara | Guadalajara, Jalisco             | Jalisco                | 56,000    |
| UNAM                       | México, D. F.                    | Olímpico Universitario | 66,000    |
| Veracruz                   | Veracruz, Veracruz               | Luis "Pirata" Fuente   | 30,000    |
| Zacatepec                  | Zacatepec, Morelos               | Agustín Coruco Díaz    | 18,000    |

## Tabla general
| Pos. | Equipo              | Pts. | PJ | G  | E  | P  | GF | GC | Dif. | Clasificación               |
| ---- | ------------------- | ---- | -- | -- | -- | -- | -- | -- | ---- | --------------------------- |
| 1    | Pumas UNAM (C)      | 50   | 38 | 19 | 12 | 7  | 67 | 43 | +24  | Cuadrangular de la liguilla |
| 2    | América             | 50   | 38 | 16 | 18 | 4  | 56 | 38 | +18  | Cuadrangular de la liguilla |
| 3    | U de G              | 46   | 38 | 18 | 10 | 10 | 53 | 39 | +14  | Cuadrangular de la liguilla |
| 4    | Cruz Azul           | 46   | 38 | 17 | 12 | 9  | 51 | 38 | +13  | Cuadrangular de la liguilla |
| 5    | Atlético Español    | 43   | 38 | 15 | 13 | 10 | 49 | 33 | +16  | Cuadrangular de la liguilla |
| 6    | Atlético Potosino   | 43   | 38 | 16 | 11 | 11 | 54 | 43 | +11  | Cuadrangular de la liguilla |
| 7    | Guadalajara         | 43   | 38 | 15 | 13 | 10 | 44 | 38 | +6   | Cuadrangular de la liguilla |
| 8    | León                | 39   | 38 | 14 | 11 | 13 | 50 | 49 | +1   |                             |
| 9    | San Luis            | 39   | 38 | 10 | 19 | 9  | 45 | 46 | −1   | Cuadrangular de la liguilla |
| 10   | Puebla              | 37   | 38 | 13 | 11 | 14 | 49 | 49 | 0    |                             |
| 11   | Jalisco             | 36   | 38 | 10 | 16 | 12 | 64 | 61 | +3   |                             |
| 12   | Toluca              | 36   | 38 | 12 | 12 | 14 | 43 | 44 | −1   |                             |
| 13   | Tecos UAG           | 36   | 38 | 13 | 10 | 15 | 41 | 45 | −4   |                             |
| 14   | Veracruz            | 33   | 38 | 11 | 11 | 16 | 45 | 58 | −13  |                             |
| 15   | Monterrey           | 32   | 38 | 10 | 12 | 16 | 51 | 59 | −8   |                             |
| 16   | Unión de Curtidores | 32   | 38 | 11 | 10 | 17 | 49 | 57 | −8   |                             |
| 17   | Atlas               | 31   | 38 | 11 | 9  | 18 | 53 | 65 | −12  |                             |
| 18   | Laguna              | 31   | 38 | 11 | 9  | 18 | 47 | 65 | −18  |                             |
| 19   | Tigres UANL         | 30   | 38 | 9  | 12 | 17 | 39 | 55 | −16  | Liguilla por el no descenso |
| 20   | Zacatepec (D)       | 27   | 38 | 7  | 13 | 18 | 28 | 53 | −25  | Liguilla por el no descenso |

 Fuente: RSSSF

### Grupos

#### Grupo 1
| Pos. | Equipo      | Pts. | PJ | G  | E  | P  | GF | GC | Dif. | Clasificación               |
| ---- | ----------- | ---- | -- | -- | -- | -- | -- | -- | ---- | --------------------------- |
| 1    | América     | 50   | 38 | 16 | 18 | 4  | 56 | 38 | +18  | Cuadrangular de la liguilla |
| 2    | Guadalajara | 43   | 38 | 15 | 13 | 10 | 44 | 38 | +6   | Cuadrangular de la liguilla |
| 3    | León        | 39   | 38 | 14 | 11 | 13 | 50 | 49 | +1   |                             |
| 4    | Puebla      | 37   | 38 | 13 | 11 | 14 | 49 | 49 | 0    |                             |
| 5    | Veracruz    | 33   | 38 | 11 | 11 | 16 | 45 | 58 | −13  |                             |

 Fuente: RSSSF

#### Grupo 2
| Pos. | Equipo            | Pts. | PJ | G  | E  | P  | GF | GC | Dif. | Clasificación               |
| ---- | ----------------- | ---- | -- | -- | -- | -- | -- | -- | ---- | --------------------------- |
| 1    | UNAM (C)          | 50   | 38 | 19 | 12 | 7  | 67 | 43 | +24  | Cuadrangular de la liguilla |
| 2    | Atlético Potosino | 43   | 38 | 16 | 11 | 11 | 54 | 43 | +11  | Cuadrangular de la liguilla |
| 3    | Tecos UAG         | 36   | 38 | 13 | 10 | 15 | 41 | 45 | −4   |                             |
| 4    | Monterrey         | 32   | 38 | 10 | 12 | 16 | 51 | 59 | −8   |                             |
| 5    | Zacatepec (D)     | 27   | 38 | 7  | 13 | 18 | 28 | 53 | −25  | Liguilla por el no descenso |

 Fuente: RSSSF

#### Grupo 3
| Pos. | Equipo      | Pts. | PJ | G  | E  | P  | GF | GC | Dif. | Clasificación               |
| ---- | ----------- | ---- | -- | -- | -- | -- | -- | -- | ---- | --------------------------- |
| 1    | Cruz Azul   | 46   | 38 | 17 | 12 | 9  | 51 | 38 | +13  | Cuadrangular de la liguilla |
| 2    | San Luis    | 39   | 38 | 10 | 19 | 9  | 45 | 46 | −1   | Cuadrangular de la liguilla |
| 3    | Toluca      | 36   | 38 | 12 | 12 | 14 | 43 | 44 | −1   |                             |
| 4    | Atlas       | 31   | 38 | 11 | 9  | 18 | 53 | 65 | −12  |                             |
| 5    | Tigres UANL | 30   | 38 | 9  | 12 | 17 | 39 | 55 | −16  | Liguilla por el no descenso |

 Fuente: RSSSF

#### Grupo 4
| Pos. | Equipo              | Pts. | PJ | G  | E  | P  | GF | GC | Dif. | Clasificación               |
| ---- | ------------------- | ---- | -- | -- | -- | -- | -- | -- | ---- | --------------------------- |
| 1    | U de G              | 46   | 38 | 18 | 10 | 10 | 53 | 39 | +14  | Cuadrangular de la liguilla |
| 2    | Atlético Español    | 43   | 38 | 15 | 13 | 10 | 49 | 33 | +16  | Cuadrangular de la liguilla |
| 3    | Jalisco             | 36   | 38 | 10 | 16 | 12 | 64 | 61 | +3   |                             |
| 4    | Unión de Curtidores | 32   | 38 | 11 | 10 | 17 | 49 | 57 | −8   |                             |
| 5    | Laguna              | 31   | 38 | 11 | 9  | 18 | 47 | 65 | −18  |                             |

 Fuente: RSSSF

## Resultados
| Local \ Visitante   | AME | ATS | AES | APO | CAZ | GDL | JAL | LAG | LEO | MTY | PUE | SNL | TOL | UDC | UAG | UNL | UDG | UNM | VER | ZAC |
| ------------------- | --- | --- | --- | --- | --- | --- | --- | --- | --- | --- | --- | --- | --- | --- | --- | --- | --- | --- | --- | --- |
| América             | —   | 2–1 | 1–1 | 3–1 | 1–2 | 2–2 | 3–2 | 4–2 | 1–1 | 2–1 | 2–1 | 0–0 | 2–1 | 2–1 | 1–0 | 1–1 | 2–2 | 2–1 | 1–1 | 2–0 |
| Atlas               | 1–1 | —   | 2–1 | 3–3 | 1–1 | 1–0 | 1–2 | 4–2 | 1–2 | 3–0 | 1–3 | 0–1 | 2–1 | 3–1 | 1–0 | 1–0 | 0–1 | 1–1 | 3–1 | 2–1 |
| Atlético Español    | 1–1 | 1–1 | —   | 1–1 | 1–1 | 0–1 | 2–0 | 2–0 | 2–1 | 1–0 | 1–0 | 2–0 | 2–0 | 1–0 | 1–1 | 2–0 | 1–2 | 3–0 | 0–1 | 1–2 |
| Atlético Potosino   | 1–1 | 1–0 | 1–1 | —   | 0–2 | 0–2 | 1–1 | 2–0 | 1–0 | 2–1 | 2–1 | 1–1 | 2–1 | 2–0 | 1–0 | 1–1 | 1–1 | 1–0 | 1–0 | 0–0 |
| Cruz Azul           | 2–1 | 4–2 | 1–0 | 4–3 | —   | 1–0 | 1–1 | 1–0 | 1–0 | 2–1 | 0–1 | 0–1 | 0–1 | 2–2 | 0–1 | 2–3 | 2–1 | 0–0 | 3–2 | 1–1 |
| Guadalajara         | 1–1 | 1–1 | 2–2 | 1–2 | 0–1 | —   | 2–2 | 2–0 | 1–1 | 0–0 | 2–1 | 1–1 | 1–1 | 1–0 | 1–2 | 1–1 | 1–0 | 1–2 | 2–1 | 1–0 |
| Jalisco             | 0–2 | 1–1 | 1–4 | 1–3 | 2–1 | 2–1 | —   | 0–4 | 3–1 | 2–2 | 0–0 | 3–0 | 3–2 | 2–0 | 1–2 | 1–1 | 1–1 | 1–1 | 8–2 | 4–0 |
| Laguna              | 1–0 | 0–0 | 1–1 | 0–2 | 0–4 | 0–1 | 2–2 | —   | 2–1 | 1–2 | 3–0 | 0–0 | 1–0 | 3–1 | 2–1 | 0–1 | 2–0 | 1–1 | 3–2 | 1–1 |
| León                | 1–4 | 3–2 | 0–0 | 2–1 | 0–0 | 2–3 | 2–1 | 2–2 | —   | 1–0 | 2–1 | 2–2 | 1–1 | 1–0 | 2–0 | 1–1 | 1–1 | 1–3 | 3–1 | 2–0 |
| Monterrey           | 1–1 | 5–0 | 1–2 | 1–6 | 0–2 | 1–1 | 0–0 | 6–0 | 2–1 | —   | 0–0 | 2–1 | 1–1 | 1–1 | 2–1 | 3–2 | 1–2 | 3–5 | 1–1 | 3–0 |
| Puebla              | 1–1 | 1–1 | 0–0 | 2–0 | 1–0 | 2–0 | 1–1 | 2–0 | 2–1 | 4–0 | —   | 2–2 | 1–1 | 1–2 | 0–0 | 2–1 | 2–1 | 1–2 | 4–1 | 1–1 |
| San Luis            | 0–0 | 1–0 | 2–0 | 2–0 | 4–3 | 0–0 | 2–2 | 3–3 | 1–4 | 2–2 | 1–2 | —   | 0–0 | 1–3 | 1–0 | 1–1 | 1–0 | 1–1 | 1–1 | 1–1 |
| Toluca              | 1–2 | 4–3 | 1–1 | 0–0 | 2–2 | 0–1 | 2–1 | 4–1 | 1–0 | 2–0 | 3–0 | 1–1 | —   | 1–1 | 1–0 | 3–0 | 0–2 | 1–1 | 4–2 | 1–0 |
| Unión de Curtidores | 0–0 | 4–2 | 0–3 | 3–2 | 1–1 | 1–2 | 2–2 | 1–0 | 3–0 | 2–3 | 5–1 | 1–4 | 2–1 | —   | 4–1 | 3–1 | 2–3 | 1–0 | 1–0 | 2–1 |
| Tecos UAG           | 1–1 | 2–1 | 3–1 | 0–0 | 0–1 | 0–2 | 2–1 | 2–1 | 0–2 | 2–0 | 2–2 | 1–1 | 0–0 | 2–1 | —   | 0–1 | 0–1 | 0–0 | 3–1 | 2–2 |
| Tigres UANL         | 2–2 | 2–4 | 0–2 | 2–1 | 0–0 | 2–1 | 2–2 | 3–3 | 1–2 | 1–2 | 2–1 | 0–1 | 0–0 | 1–3 | 1–0 | —   | 0–2 | 0–1 | 3–0 | 1–1 |
| U. de G.            | 1–1 | 2–0 | 2–1 | 0–2 | 1–2 | 0–2 | 3–1 | 1–2 | 1–1 | 2–1 | 3–1 | 3–3 | 1–0 | 2–0 | 0–0 | 2–0 | —   | 0–1 | 1–0 | 2–2 |
| UNAM                | 2–0 | 5–2 | 0–0 | 4–3 | 0–0 | 5–2 | 3–2 | 4–2 | 1–1 | 1–1 | 2–1 | 2–1 | 5–0 | 2–1 | 4–1 | 2–0 | 2–3 | —   | 2–1 | 0–0 |
| Veracruz            | 0–1 | 3–1 | 2–1 | 1–0 | 1–1 | 0–1 | 2–2 | 2–0 | 2–1 | 1–1 | 2–1 | 1–0 | 0–0 | 4–1 | 0–0 | 1–0 | 0–0 | 2–0 | —   | 1–1 |
| Zacatepec           | 0–2 | 1–0 | 1–3 | 0–3 | 2–0 | 0–0 | 0–3 | 0–2 | 0–1 | 1–0 | 1–2 | 2–1 | 2–0 | 0–1 | 0–0 | 0–1 | 0–3 | 2–1 | 2–2 | —   |

## Goleo individual
Con 34 goles en la temporada regular, Evanivaldo Castro "Cabinho", delantero de la U.N.A.M., consigue coronarse por segunda ocasión consecutiva como campeón de goleo.
|     | Jugador              | Club     | Goles |
| --- | -------------------- | -------- | ----- |
| 1.  | Cabinho              | U.N.A.M. | 34    |
| 2.  | Bernardino García    | Atlas    | 20    |
| 3.  | Silvio Fógel         | Puebla   | 20    |
| 4.  | Alberto Jorge        | León     | 18    |
| 5.  | Ricardo Brandon      | Veracruz | 18    |
| 6.  | Osvaldo Castro       | Jalisco  | 17    |
| 7.  | Carlos Eloir Perucci | Laguna   | 17    |
| 8.  | Juan José Muñante    | U.N.A.M. | 13    |
| 9.  | Miguel Ángel Gamboa  | U.A.G.   | 13    |
| 10. | Sergio Lima          | Jalisco  | 13    |

## Liguilla por el No Descenso
| 5 de junio de 1977 | Zacatepec      | 2:2 (0:1) | Tigres de la UANL        | Estadio Agustín Coruco Díaz, Zacatepec de Hidalgo               |                                                                 |
|                    | Orduña 47, 84' |           | Menéndez 13' · Gadea 78' | Asistencia: 10 000 espectadores Árbitro(s): Mario Rubio Vázquez | Asistencia: 10 000 espectadores Árbitro(s): Mario Rubio Vázquez |

| 11 de junio de 1977                          | Tigres de la UANL         | 2:1 (1:1) | Zacatepec  | Estadio Universitario, Monterrey                                    |                                                                     |
|                                              | Pérez 42' · Concordia 70' |           | Suárez 40' | Asistencia: 55 000 espectadores Árbitro(s): Enrique Mendoza Guillén | Asistencia: 55 000 espectadores Árbitro(s): Enrique Mendoza Guillén |
| Zacatepec descendió a Segunda División (3-4) |                           |           |            |                                                                     |                                                                     |

## Liguilla
En esta temporada, la liguilla sufrió un cambio de formato pasando a estar conformada por dos grupos de cuatro equipos que se enfrentaban entre ellos a doble partido, los dos ganadores de cada grupo pasaron a disputar la gran final, la cual enfrentó a dos escuadras universitarias, el conjunto de la UNAM y el equipo de la Universidad de Guadalajara.
La liguilla se desarrolló de la siguiente manera:

### Grupo 1
| Pos. | Equipo           | Pts. | PJ | G | E | P | GF | GC | Dif. | Clasificación     |
| ---- | ---------------- | ---- | -- | - | - | - | -- | -- | ---- | ----------------- |
| 1    | UNAM             | 8    | 6  | 3 | 2 | 1 | 9  | 6  | +3   | Acceso a la final |
| 2    | Cruz Azul        | 7    | 6  | 3 | 1 | 2 | 6  | 5  | +1   |                   |
| 3    | San Luis         | 5    | 6  | 2 | 1 | 3 | 5  | 7  | −2   |                   |
| 4    | Atlético Español | 4    | 6  | 1 | 2 | 3 | 4  | 8  | −4   |                   |

 Fuente: [cita requerida]
| Local            | Resultado | Visitante        | Estadio                | Fecha       |
| ---------------- | --------- | ---------------- | ---------------------- | ----------- |
| San Luis         | 0-0       | UNAM             | Plan de San Luis       | 2 de junio  |
| Atlético Español | 0-0       | Cruz Azul        | Azteca                 | 2 de junio  |
| Cruz Azul        | 1-0       | San Luis         | Azteca                 | 5 de junio  |
| Atlético Español | 0-2       | UNAM             | Azteca                 | 5 de junio  |
| Atlético Español | 2-1       | San Luis         | Azteca                 | 9 de junio  |
| Cruz Azul        | 1-2       | UNAM             | Azteca                 | 9 de junio  |
| Cruz Azul        | 2-0       | Atlético Español | Azteca                 | 17 de junio |
| UNAM             | 4-2       | San Luis         | Olímpico Universitario | 19 de junio |
| San Luis         | 2-0       | Cruz Azul        | Plan de San Luis       | 23 de junio |
| UNAM             | 1-1       | Atlético Español | Olímpico Universitario | 23 de junio |
| San Luis         | 2-0       | Atlético Español | Plan de San Luis       | 26 de junio |
| UNAM             | 0-2       | Cruz Azul        | Olímpico Universitario | 26 de junio |

### Grupo 2
| Pos. | Equipo            | Pts. | PJ | G | E | P | GF | GC | Dif. | Clasificación     |
| ---- | ----------------- | ---- | -- | - | - | - | -- | -- | ---- | ----------------- |
| 1    | U de G            | 8    | 6  | 3 | 2 | 1 | 8  | 3  | +5   | Acceso a la final |
| 2    | América           | 8    | 6  | 3 | 2 | 1 | 14 | 6  | +8   |                   |
| 3    | Atlético Potosino | 5    | 6  | 2 | 1 | 3 | 9  | 14 | −5   |                   |
| 4    | Guadalajara       | 3    | 6  | 1 | 1 | 4 | 2  | 10 | −8   |                   |

 Fuente: [cita requerida]
| Local                      | Resultado | Visitante                  | Estadio          | Fecha       |
| -------------------------- | --------- | -------------------------- | ---------------- | ----------- |
| Guadalajara                | 1-2       | América                    | Jalisco          | 1 de junio  |
| Atlético Potosino          | 0-2       | Universidad de Guadalajara | Plan de San Luis | 1 de junio  |
| Universidad de Guadalajara | 0-0       | Guadalajara                | Jalisco          | 4 de junio  |
| Atlético Potosino          | 2-2       | América                    | Plan de San Luis | 5 de junio  |
| Universidad de Guadalajara | 0-0       | América                    | Jalisco          | 8 de junio  |
| Atlético Potosino          | 3-0       | Guadalajara                | Plan de San Luis | 9 de junio  |
| América                    | 0-1       | Guadalajara                | Azteca           | 18 de junio |
| Universidad de Guadalajara | 3-0       | Atlético Potosino          | Jalisco          | 18 de junio |
| América                    | 7-1       | Atlético Potosino          | Azteca           | 22 de junio |
| Guadalajara                | 0-2       | Universidad de Guadalajara | Jalisco          | 22 de junio |
| América                    | 3-1       | Universidad de Guadalajara | Azteca           | 25 de junio |
| Guadalajara                | 0-3       | Atlético Potosino          | Jalisco          | 26 de junio |

### Gran Final
| 29 de junio de 1977 | Universidad de Guadalajara | 0:0 | UNAM | Estadio Jalisco, Guadalajara           |  |
|                     |                            |     |      | Árbitro(s): Alfonso González Archundia |  |

|       | POR   | Jorge García Rulfo   |     |
|       | DEF   | Daniel Montes de Oca |     |
|       | DEF   | Héctor Santoyo       |     |
|       | DEF   | Roberto              |     |
|       | DEF   | Manuel Nájera        |     |
|       | MED   | Manuel Guillén       |     |
|       | MED   | Rubén Anguiano       | 66' |
|       | MED   | Rafael Chávez        |     |
|       | DEL   | Ricardo Chavarín     |     |
|       | DEL   | Belisario López      |     |
|       | DEL   | Eusebio              | 23' |
| D. T. | D. T. | Ignacio Jáuregui     |     |

|       | POR   | Enrique Vázquez      |     |
|       | DEF   | Genaro Bermúdez      |     |
|       | DEF   | Jesús Iturralde      |     |
|       | DEF   | Arturo Vázquez Ayala |     |
|       | DEF   | Héctor Sanabria      |     |
|       | MED   | Enrique López Zarza  |     |
|       | MED   | Juan José Muñante    |     |
|       | MED   | Spencer              |     |
|       | DEL   | Cabinho              |     |
|       | DEL   | Leonardo Cuéllar     |     |
|       | DEL   | Candido              | 64' |
| D. T. | D. T. | Jorge Marik          |     |

|  | DEL | Nené        | 23' |
|  | MED | Jaime Reyes | 66' |

|  | DEL | Hugo Sánchez | 64' |

| Principal  | Alfonso González Archundia |
| Asistentes | Mario Rubio Vázquez        |
|            | Javier Galindo             |

|       | POR   | Jorge García Rulfo   |     |
|       | DEF   | Daniel Montes de Oca |     |
|       | DEF   | Héctor Santoyo       |     |
|       | DEF   | Roberto              |     |
|       | DEF   | Manuel Nájera        |     |
|       | MED   | Manuel Guillén       |     |
|       | MED   | Rubén Anguiano       | 66' |
|       | MED   | Rafael Chávez        |     |
|       | DEL   | Ricardo Chavarín     |     |
|       | DEL   | Belisario López      |     |
|       | DEL   | Eusebio              | 23' |
| D. T. | D. T. | Ignacio Jáuregui     |     |

|       | POR   | Enrique Vázquez      |     |
|       | DEF   | Genaro Bermúdez      |     |
|       | DEF   | Jesús Iturralde      |     |
|       | DEF   | Arturo Vázquez Ayala |     |
|       | DEF   | Héctor Sanabria      |     |
|       | MED   | Enrique López Zarza  |     |
|       | MED   | Juan José Muñante    |     |
|       | MED   | Spencer              |     |
|       | DEL   | Cabinho              |     |
|       | DEL   | Leonardo Cuéllar     |     |
|       | DEL   | Candido              | 64' |
| D. T. | D. T. | Jorge Marik          |     |

|  | DEL | Nené        | 23' |
|  | MED | Jaime Reyes | 66' |

|  | DEL | Hugo Sánchez | 64' |

| Principal  | Alfonso González Archundia |
| Asistentes | Mario Rubio Vázquez        |
|            | Javier Galindo             |

|       | POR   | Jorge García Rulfo   |     |
|       | DEF   | Daniel Montes de Oca |     |
|       | DEF   | Héctor Santoyo       |     |
|       | DEF   | Roberto              |     |
|       | DEF   | Manuel Nájera        |     |
|       | MED   | Manuel Guillén       |     |
|       | MED   | Rubén Anguiano       | 66' |
|       | MED   | Rafael Chávez        |     |
|       | DEL   | Ricardo Chavarín     |     |
|       | DEL   | Belisario López      |     |
|       | DEL   | Eusebio              | 23' |
| D. T. | D. T. | Ignacio Jáuregui     |     |

|       | POR   | Enrique Vázquez      |     |
|       | DEF   | Genaro Bermúdez      |     |
|       | DEF   | Jesús Iturralde      |     |
|       | DEF   | Arturo Vázquez Ayala |     |
|       | DEF   | Héctor Sanabria      |     |
|       | MED   | Enrique López Zarza  |     |
|       | MED   | Juan José Muñante    |     |
|       | MED   | Spencer              |     |
|       | DEL   | Cabinho              |     |
|       | DEL   | Leonardo Cuéllar     |     |
|       | DEL   | Candido              | 64' |
| D. T. | D. T. | Jorge Marik          |     |

|  | DEL | Nené        | 23' |
|  | MED | Jaime Reyes | 66' |

|  | DEL | Hugo Sánchez | 64' |

| Principal  | Alfonso González Archundia |
| Asistentes | Mario Rubio Vázquez        |
|            | Javier Galindo             |

|       | POR   | Jorge García Rulfo   |     |
|       | DEF   | Daniel Montes de Oca |     |
|       | DEF   | Héctor Santoyo       |     |
|       | DEF   | Roberto              |     |
|       | DEF   | Manuel Nájera        |     |
|       | MED   | Manuel Guillén       |     |
|       | MED   | Rubén Anguiano       | 66' |
|       | MED   | Rafael Chávez        |     |
|       | DEL   | Ricardo Chavarín     |     |
|       | DEL   | Belisario López      |     |
|       | DEL   | Eusebio              | 23' |
| D. T. | D. T. | Ignacio Jáuregui     |     |

|       | POR   | Enrique Vázquez      |     |
|       | DEF   | Genaro Bermúdez      |     |
|       | DEF   | Jesús Iturralde      |     |
|       | DEF   | Arturo Vázquez Ayala |     |
|       | DEF   | Héctor Sanabria      |     |
|       | MED   | Enrique López Zarza  |     |
|       | MED   | Juan José Muñante    |     |
|       | MED   | Spencer              |     |
|       | DEL   | Cabinho              |     |
|       | DEL   | Leonardo Cuéllar     |     |
|       | DEL   | Candido              | 64' |
| D. T. | D. T. | Jorge Marik          |     |

|  | DEL | Nené        | 23' |
|  | MED | Jaime Reyes | 66' |

|  | DEL | Hugo Sánchez | 64' |

| Principal  | Alfonso González Archundia |
| Asistentes | Mario Rubio Vázquez        |
|            | Javier Galindo             |

| 3 de julio de 1977                                           | UNAM        | 1:0 (0:0) | Universidad de Guadalajara | Estadio Azteca, Ciudad de México                                   |                                                                    |
|                                                              | Cabinho 76' |           |                            | Asistencia: 85 001 espectadores Árbitro(s): Marco Antonio Dorantes | Asistencia: 85 001 espectadores Árbitro(s): Marco Antonio Dorantes |
| UNAM Campeón de la Primera División de México 1976-77 (1-0). |             |           |                            |                                                                    |                                                                    |

|       | POR   | Enrique Vázquez      |    |
|       | DEF   | Genaro Bermúdez      |    |
|       | DEF   | Jesús Iturralde      |    |
|       | DEF   | Arturo Vázquez Ayala |    |
|       | DEF   | Héctor Sanabria      |    |
|       | MED   | Enrique López Zarza  |    |
|       | MED   | Juan José Muñante    | ?' |
|       | MED   | Spencer              |    |
|       | DEL   | Cabinho              |    |
|       | DEL   | Leonardo Cuéllar     |    |
|       | DEL   | Candido              | ?' |
| D. T. | D. T. | Jorge Marik          |    |

|       | POR   | Jorge García Rulfo   |    |
|       | DEF   | Daniel Montes de Oca |    |
|       | DEF   | Héctor Santoyo       | ?' |
|       | DEF   | Roberto              |    |
|       | DEF   | Manuel Nájera        |    |
|       | MED   | Manuel Guillén       |    |
|       | MED   | Belisario López      |    |
|       | MED   | Rafael Chávez        |    |
|       | DEL   | Ricardo Chavarín     |    |
|       | DEL   | Nené                 | ?' |
|       | DEL   | Aurelio Martínez     |    |
| D. T. | D. T. | Ignacio Jáuregui     |    |

|  | MED | Jorge Vergara | ?' |
|  | DEL | Hugo Sánchez  | ?' |

|  | DEF | Jaime Reyes    | ?' |
|  | DEL | Rubén Anguiano | ?' |

| 76' | Cabinho | 1:0 |

| Principal | Marco Antonio Dorantes |

|       | POR   | Enrique Vázquez      |    |
|       | DEF   | Genaro Bermúdez      |    |
|       | DEF   | Jesús Iturralde      |    |
|       | DEF   | Arturo Vázquez Ayala |    |
|       | DEF   | Héctor Sanabria      |    |
|       | MED   | Enrique López Zarza  |    |
|       | MED   | Juan José Muñante    | ?' |
|       | MED   | Spencer              |    |
|       | DEL   | Cabinho              |    |
|       | DEL   | Leonardo Cuéllar     |    |
|       | DEL   | Candido              | ?' |
| D. T. | D. T. | Jorge Marik          |    |

|       | POR   | Jorge García Rulfo   |    |
|       | DEF   | Daniel Montes de Oca |    |
|       | DEF   | Héctor Santoyo       | ?' |
|       | DEF   | Roberto              |    |
|       | DEF   | Manuel Nájera        |    |
|       | MED   | Manuel Guillén       |    |
|       | MED   | Belisario López      |    |
|       | MED   | Rafael Chávez        |    |
|       | DEL   | Ricardo Chavarín     |    |
|       | DEL   | Nené                 | ?' |
|       | DEL   | Aurelio Martínez     |    |
| D. T. | D. T. | Ignacio Jáuregui     |    |

|  | MED | Jorge Vergara | ?' |
|  | DEL | Hugo Sánchez  | ?' |

|  | DEF | Jaime Reyes    | ?' |
|  | DEL | Rubén Anguiano | ?' |

| 76' | Cabinho | 1:0 |

| Principal | Marco Antonio Dorantes |

|       | POR   | Enrique Vázquez      |    |
|       | DEF   | Genaro Bermúdez      |    |
|       | DEF   | Jesús Iturralde      |    |
|       | DEF   | Arturo Vázquez Ayala |    |
|       | DEF   | Héctor Sanabria      |    |
|       | MED   | Enrique López Zarza  |    |
|       | MED   | Juan José Muñante    | ?' |
|       | MED   | Spencer              |    |
|       | DEL   | Cabinho              |    |
|       | DEL   | Leonardo Cuéllar     |    |
|       | DEL   | Candido              | ?' |
| D. T. | D. T. | Jorge Marik          |    |

|       | POR   | Jorge García Rulfo   |    |
|       | DEF   | Daniel Montes de Oca |    |
|       | DEF   | Héctor Santoyo       | ?' |
|       | DEF   | Roberto              |    |
|       | DEF   | Manuel Nájera        |    |
|       | MED   | Manuel Guillén       |    |
|       | MED   | Belisario López      |    |
|       | MED   | Rafael Chávez        |    |
|       | DEL   | Ricardo Chavarín     |    |
|       | DEL   | Nené                 | ?' |
|       | DEL   | Aurelio Martínez     |    |
| D. T. | D. T. | Ignacio Jáuregui     |    |

|  | MED | Jorge Vergara | ?' |
|  | DEL | Hugo Sánchez  | ?' |

|  | DEF | Jaime Reyes    | ?' |
|  | DEL | Rubén Anguiano | ?' |

| 76' | Cabinho | 1:0 |

| Principal | Marco Antonio Dorantes |

|       | POR   | Enrique Vázquez      |    |
|       | DEF   | Genaro Bermúdez      |    |
|       | DEF   | Jesús Iturralde      |    |
|       | DEF   | Arturo Vázquez Ayala |    |
|       | DEF   | Héctor Sanabria      |    |
|       | MED   | Enrique López Zarza  |    |
|       | MED   | Juan José Muñante    | ?' |
|       | MED   | Spencer              |    |
|       | DEL   | Cabinho              |    |
|       | DEL   | Leonardo Cuéllar     |    |
|       | DEL   | Candido              | ?' |
| D. T. | D. T. | Jorge Marik          |    |

|       | POR   | Jorge García Rulfo   |    |
|       | DEF   | Daniel Montes de Oca |    |
|       | DEF   | Héctor Santoyo       | ?' |
|       | DEF   | Roberto              |    |
|       | DEF   | Manuel Nájera        |    |
|       | MED   | Manuel Guillén       |    |
|       | MED   | Belisario López      |    |
|       | MED   | Rafael Chávez        |    |
|       | DEL   | Ricardo Chavarín     |    |
|       | DEL   | Nené                 | ?' |
|       | DEL   | Aurelio Martínez     |    |
| D. T. | D. T. | Ignacio Jáuregui     |    |

|  | MED | Jorge Vergara | ?' |
|  | DEL | Hugo Sánchez  | ?' |

|  | DEF | Jaime Reyes    | ?' |
|  | DEL | Rubén Anguiano | ?' |

| 76' | Cabinho | 1:0 |

| Principal | Marco Antonio Dorantes |

|                           |
| UNAM Campeón 1.er título. |